# ایو براویل
ایو براویل (فرانسوی: Yves Brainville‎؛ ۸ مارس ۱۹۱۴ – ۱۶ نوامبر ۱۹۹۳) یک هنرپیشه اهل فرانسه بود.
از فیلم‌ها یا برنامه‌های تلویزیونی که وی در آن نقش داشته‌است می‌توان به مردی که زیاد می‌دانست، ژنرال دلا روره، بوته چینی، کوه، دسته سیسیلی‌ها، عشق و مرگ، داستان دو شهر اشاره کرد.
وی همچنین برنده جوایزی همچون لژیون دونور شده‌است.